# Alexander Wladimirowitsch Jakowenko

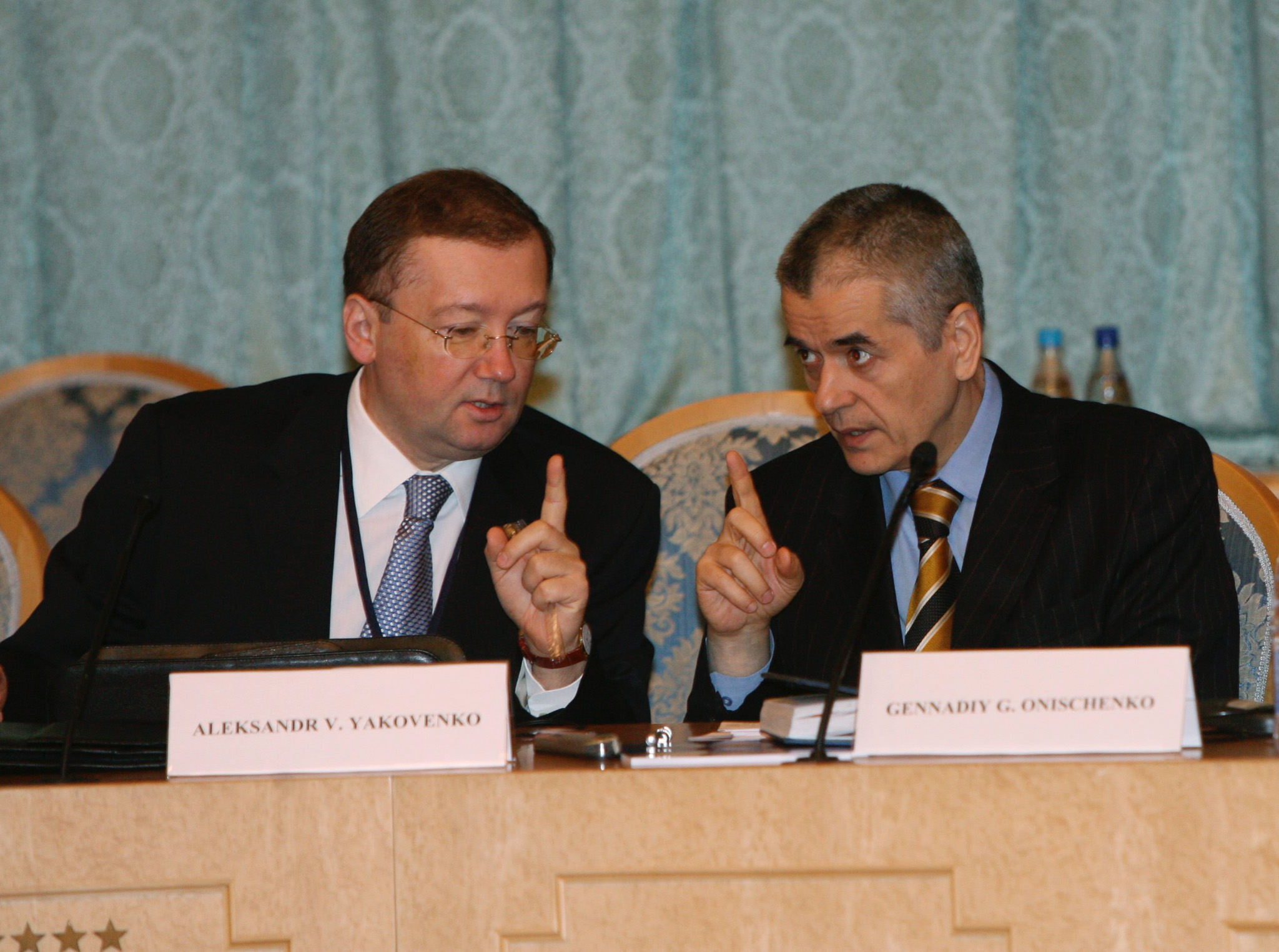
Von rechts nach links: Gennadi Onischtschenko, Leiter der russischen Behörde für die Überwachung von Verbraucherschutz und Wohlfahrt, Alexander Jakowenko während der internationalen Konferenz „Globale Bedrohungen - Globale Aktionen. Förderung der Initiativen des G8-Gipfels zur Bekämpfung von Infektionskrankheiten“ in Moskau.

Alexander Wladimirowitsch Jakowenko (russisch Александр Владимирович Яковенко; * 21. Oktober 1954 in Homel) ist ein russischer Diplomat, der von 24. Januar 2011 bis 24. August 2019 Botschafter in London war.
Sein Vater war Wladimir Kirillowitsch Jakowenko Яковенко, Владимир Кириллович (12. April 1919 – 31. August 1996), Kommandeur der nach ihm benannten Partisanenbrigade D. T. Gulyaev, der während des Zweiten Weltkrieges auf dem Territorium von Weißrussland kommandierte.

## Leben

### Bildung
1976 absolvierte er das Staatliches Moskauer Institut für Internationale Beziehungen. 1999 wurde er zum Doktor der Rechte zum Thema: «Актуальные проблемы прогрессивного развития международного космического права» "Aktuelle Probleme der fortschreitenden Entwicklung des internationalen Weltraumrechts" promoviert. Er spricht Russisch, Englisch und Französisch.

### Diplomatische Karriere
1976 trat er in den auswärtigen Dienst der Sowjetunion, wo er bis 1981 in der Abteilung internationale Organisationen beschäftigt wurde.
Von 1981 bis 1986 war er an der Mission der Sowjetunion nächst dem UNO-Hauptquartier beschäftigt. Von 1986 bis 1990 leitete er die Abteilung für Außenpolitikplanung des Außenministeriums der UdSSR.
Von 1990 bis 1993 leitete er die Abteilung für den gesamteuropäischen Prozess.
Von 1993 bis 1995 war er Stellvertretender Direktor der Abteilung für internationale wissenschaftliche und technische Zusammenarbeit des russischen Außenministeriums. Von 1995 bis 1997 war er Stellvertretender Direktor der Abteilung des Außenministeriums Russlands für Sicherheit und Abrüstung, Vertreter Russlands im Obersten Rat des Internationalen Wissenschafts- und Technologiezentrums (ISTC, Moskau). Von 1997 bis 2000 war er Stellvertretender Ständiger Vertreter der Russischen Föderation nächst den internationalen Organisationen in Wien. Von 14. Juni 2000 bis 5. August 2005 war er Pressesprecher des russischen Außenministeriums, Amtsbezeichnung: Direktor der Informations- und Presseabteilung des russischen Außenministeriums. Von 5. August 2005 – 27. Januar 2011 – Stellvertretender Außenminister der Russischen Föderation. Er war für zahlreiche Fragen im Bereich der multilateralen Diplomatie zuständig: Russlands Teilnahme an der UNO, der UNESCO und anderen internationalen Organisationen, internationale wirtschaftliche und humanitäre Zusammenarbeit, Achtung der Menschenrechte, Umweltzusammenarbeit, Klimawandel, Kultur- und Sportfragen.
Vom 24. Januar 2011 bis 24. August 2019 – Außerordentlicher und bevollmächtigter Botschafter der Russischen Föderation im Vereinigten Königreich Großbritannien und Nordirland. In seine Amtszeit fiel der Brexit.
Am 24. August 2019 legte Alexander Jakowenko sein Amt als Botschafter im Vereinigten Königreich Großbritannien und Nordirland nieder und wurde Rektor der Diplomatischen Akademie des russischen Außenministeriums.
Er nahm an zahlreichen Sitzungen des Sicherheitsrats und der Generalversammlung der Vereinten Nationen, der UNESCO-Generalkonferenz, der OSZE-Foren, Verhandlungen über den Abbau von Streitkräften und Rüstungsgütern in Europa sowie an vertrauensbildenden Maßnahmen in Europa teil, an denen der IAEO-Gouverneursrat und die russisch-amerikanische Wirtschaftskommission teilnahmen und technologische Zusammenarbeit, Treffen von Experten der G8-Länder. Er leitete die russische Delegation bei Regierungsverhandlungen zur Schaffung der Internationalen Raumstation (1993–1998).

### Teilnahme an internationalen Foren
- 2000–2009:
  - Teilnahme an den Sitzungen der Generalversammlung der Vereinten Nationen (New York)
  - Teilnahme an Sitzungen des UN-Sicherheitsrats (New York)
- 2005–2009 – Leiter der Delegation der Russischen Föderation auf den Tagungen des Wirtschafts- und Sozialrats der Vereinten Nationen (ECOSOC) (Genf, New York)
- 2006–2009 – Leiter der Delegation der Russischen Föderation auf den Tagungen des Menschenrechtsrats der Vereinten Nationen (Genf)
- 2006:
  - Vertreter der Russischen Föderation bei der Konferenz der Staats- und Regierungschefs der Blockfreien Bewegung (Havanna)
  - Leiter der Delegation der Russischen Föderation bei der Ministerkonferenz über den Verkehr in der Region Asien-Pazifik (Busan, Republik Korea)
  - Leiter der Delegation der Russischen Föderation auf der Ministertagung des OECD-Rates (Paris)
- 2007:
  - Leiter der Delegation der Russischen Föderation auf der Tagung der Generalkonferenz der UNESCO (Paris)
  - Leiter der Delegation der Russischen Föderation bei der UNECE-Tagung (Genf)
  - Stellvertretender Vorsitzender der Tagung der Generalkonferenz UNIDO (Wien), Leiter der Delegation der Russischen Föderation
  - Leiter der Delegation der Russischen Föderation auf der Tagung der Wirtschafts- und Sozialkommission für Asien und den Pazifik (ESCAP) der Vereinten Nationen (Alma-Ata)
- 2008–2009 – Leiter der Delegation der Russischen Föderation bei den jährlichen Foren der Allianz der Zivilisationen (Madrid, Istanbul)
- 2008:
  - Leiter der Delegation der Russischen Föderation bei der FAO-Tagung (Rom)
  - Leiter der Delegation der Russischen Föderation bei der Sondersitzung des UNEP-EZB-Rates / Global Ministerial Environment Forum (Monaco)
- 2009:
  - Stellvertretender Vorsitzender der Überprüfungskonferenz zur Umsetzung der Erklärung von Durban und des Aktionsprogramms zur Bekämpfung von Rassismus, Rassendiskriminierung, Fremdenfeindlichkeit und damit verbundener Intoleranz (Genf), Leiter der Delegation der Russischen Föderation
  - Leiter der Delegation der Russischen Föderation auf der Tagung der Wirtschaftskommission der Vereinten Nationen für Europa (ECE) (Genf)

### Akademische Karriere
- Ordentliches Mitglied der Russischen Akademie der Naturwissenschaften (RANS, Moskau)
- Mitglied des Rates  RAS im Weltraum (Moskau)
- Mitglied des Internationalen Instituts für Weltraumrecht (IISL, Paris)
- Mitglied der Internationalen Akademie für Astronautik (IAA, Paris)

## Familie
Er ist verheiratet und hat eine Tochter.

## Auszeichnungen
- 27. Februar 2019: Alexander-Newski-Orden für seinen großen Beitrag zur Umsetzung der Außenpolitik der Russischen Föderation und für seinen langjährigen gewissenhaften öffentlichen Dienst.[7]
- 30. Dezember 2012 Orden der Ehre (Russland) für einen großen Beitrag zur Umsetzung der Außenpolitik der Russischen Föderation und für langjährige gewissenhafte Arbeit.[8]
- 14. November 2002 Orden der Freundschaft für die aktive Teilnahme an der Umsetzung der Außenpolitik der Russischen Föderation und langjährige gewissenhafte Arbeit.[9]
- 18. Oktober 2005: RUS-Medaille des Ordens für Verdienste um das Vaterland 1. Klasse (Medal of the Order "For Merit to the Fatherland"), für Verdienste bei der Vorbereitung und Durchführung von Feierlichkeiten zum 60. Jahrestag des Sieges im Großen Vaterländischen Krieg von 1941–1945[10]
- 9. April 1996: RUS-Medaille des Ordens für Verdienste um das Vaterland 2. Klasse, für Verdienste um den Staat, ein großer Beitrag zur Entwicklung und Schaffung des Mehrzweck-Orbitalkomplexes "Mir"[11]
- RUS-Medaille zum 850. Jahrestag des Moskauer Bestehens (Medal "In Commemoration of the 850th Anniversary of Moscow")[12]
- 23. November 2009: Diplom des Präsidenten Russlands (Russian Federation Presidential Certificate of Honour)[13]
- Ehrenarbeiter des Außenministeriums der Russischen Föderation (Почётный работник Министерства иностранных дел Российской Федерации)

## Diplomatischer Rang
- 14. Februar 2003: Außerordentlicher und bevollmächtigter Gesandter der 1. Klasse.[14]
- 13. Juli 2004: Außerordentlicher und bevollmächtigter Botschafter.[15]